# Abaristophora austrophila
Abaristophora austrophila är en tvåvingeart som beskrevs av Schmitz 1939. Abaristophora austrophila ingår i släktet Abaristophora och familjen puckelflugor. Inga underarter finns listade i Catalogue of Life.